# Ingemar Bäckström
Anders Ingemar Bäckström, född 11 januari 1923 i Linköping, död 6 november 2017 i Karlsborg, var VD för AB Storstockholms Lokaltrafik (SL) 1973–1988.
Under tiden som VD för SL var Bäckström internationellt engagerad i styrelsen för Union Internationale des transport publics (UITP) med säte i Bryssel. Efter sin pensionering 1988 ledde han en översyn av den svenska resenäringens organisationer genom att Svenska Resebranschens Riksförbund bildades.